# 轴手性
轴手性是手性的一种特殊情形。一般情况下，有机分子的手性是由于手性中心而产生的，但在轴手性的情况下，分子内没有手性中心而是有一根手性轴。多个基团围绕轴排布，其排布方式使得分子无法与其镜像重合。轴手性最常见于旋转受限的不对称联芳环（如联苯）类化合物中，如 1,1'-联(2-萘酚)。 一些丙二烯类化合物也会显示出轴手性。轴手性化合物的对映异构体通常用立体化学的标记 Ra 与 Sa.表示。具体规则与含有手性中心的化合物类似。在确定立体化学的具体字母时，视线从手性轴的一端沿手性轴的方向观察，定出两个靠近观察者的基团和两个远离观察者的集团，再依照序列法则比较各基团的大小。下面给出了一些例子。

## 外部連結
- Axial Chirality in 6,6'-Dinitrobiphenyl-2,2'-dicarboxylic acid 3D representation.